# 和郷村
和郷村（わごうむら）は山形県東置賜郡にあった村。現在の南陽市南西部にあたる。

## 地理
- 山：経塚山、竜樹山、酒松山、若松山
- 河川：最上川

## 歴史
- 1955年（昭和30年）4月1日 - 沖郷村・梨郷村が合併して発足。
- 1967年（昭和42年）4月1日 - 宮内町・赤湯町と合併して南陽市が発足。同日和郷村廃止。

## 交通

### 鉄道路線
- 日本国有鉄道
  - 奥羽本線
    - 赤湯駅

  - 長井線（現・山形鉄道フラワー長井線）
    - 赤湯駅 - （村域外） - 梨郷駅

### 道路
一般国道
- 国道113号（小国街道）